# كيني كرادوك
كيني كرادوك (بالإنجليزية: Kenny Craddock)‏ هو منتج أسطوانات وملحن بريطاني، ولد في 18 أبريل 1950 في Wrekenton ‏ في المملكة المتحدة، وتوفي في 30 مايو 2002 بسبب حادث مرور.

## وصلات خارجية
- الموقع الرسمي
- كيني كرادوك على موقع IMDb (الإنجليزية)
- كيني كرادوك على موقع ميوزك برينز (الإنجليزية)
- كيني كرادوك على موقع ديسكوغز (الإنجليزية)